# Parrocchia di De Soto
La parrocchia di De Soto (in inglese De Soto Parish) è una parrocchia dello Stato della Louisiana, negli Stati Uniti. La popolazione al censimento del 2000 era di 25 494 abitanti. Il capoluogo è Mansfield.

## Geografia
La contea si trova nel nord-ovest dello Stato, al confine con il Texas. La contea è collinare e ricca fi laghi e corsi d'acqua a occidente.

### Parrocchie e contee confinanti
- Parrocchia di Caddo - nord
- Parrocchia di Red River - est
- Parrocchia di Natchitoches - sud-est
- Parrocchia di Sabine - sud
- Contea di Shelby (Texas) - sud-ovest
- Contea di Panola (Texas) - ovest

## Storia
I primi abitanti dell'area erano i nativi Caddo. Il territorio era parte di una zona neutra tra Spagna e Stati Uniti all'inizio del XIX secolo. Nel 1833 gli Stati Uniti comprarono quest'are ai nativi Caddo. La parrocchia fu creata nel 1843 da parti delle parrocchie di Caddo e Natchitoches. Fu chiamata così in onore dell'esploratore Hernando de Soto.

## Comuni
L'unica city è Mansfield, il capoluogo.

### Town
- Keachi
- Logansport
- Stonewall

### Village
- Grand Cane
- Longstreet
- South Mansfield
- Stanley

### Census-designated places
- Frierson
- Gloster